# Болярци (Варненская область)
Болярци (болг. Болярци) — село в Болгарии. Находится в Варненской области, входит в общину Аврен. Население составляет 178 человек.

## Политическая ситуация
Болярци подчиняется непосредственно общине и не имеет своего кмета.
Кмет (мэр) общины Аврен — Красимир Христов Тодоров (коалиция в составе 2 партий: Национальное движение «Симеон Второй» (НДСВ), Болгарская социал-демократия (БСД)) по результатам выборов.